# 양치기 위성

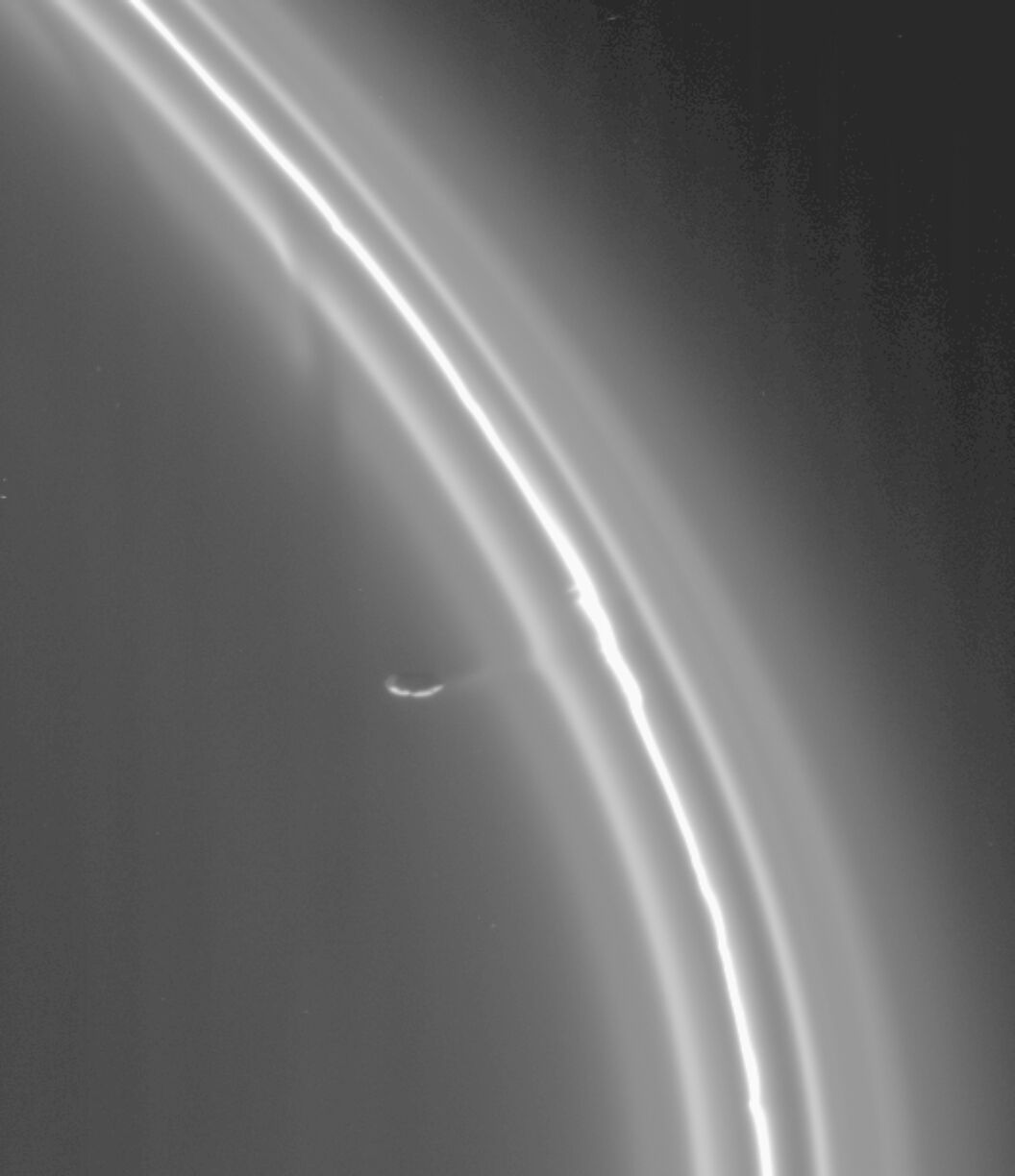
토성의 F 고리에서 양치기 위성 역할인 프로메테우스.

양치기 위성(shepherd satellites)은 틈새 위성의 변형으로, 행성의 고리에 간극을 주는 위성이다. 양치기 위성의 중력은 입자들로 좁은 고리를 형성하게 한다. 
고리는 작은 먼지 입자로 이루어져 있는데, 이러한 먼지들이 흩어지지 않고 모여있는 이유 중의 하나는 소위 "양치기 위성"이라고 불리는 작은 천체들이 먼지 입자의 위치와 에너지를 조절해주기 때문이다.
토성의 고리의 아름다운 구조는 여러개의 위성들에 의해서 유지된다. 토성 고리의 밝은 부분 안을 자세히 보면, 좀 더 두드러지게 밝은 줄무늬들을 볼 수 있다. 판도라는 F 고리의 바깥쪽에 있고, 프로메테우스는 F 고리의 안쪽에 있다.
토성 고리계의 가장 바깥쪽에 있는 F 고리는 매우 가늘다. 토성의 F고리에는 판도라와 프로메테우스라는 위성이 인력을 작용해서 고리의 폭을 좁게 유지시킨다. 이것은 양치기 위성인 판도라(Pandora)가 F 고리를 이루는 입자들이 흩어지지 않게 모아주기 때문이다.
2007년에는 겨우 수백m 떨어진 8개의 위성에 의한 조석 효과가 토성의 고리에서 검출되었다.
천왕성의 고리의 특징은 가늘다는 것과 어둡다는 것을 들 수 있다. 첫째 가늘다는 이유로서 양치기 위성의 존재를 들 수 있다.
보이저 2호는 새로이 천왕성에서 10개의 작은 위성을 발견하였는데 그 가운데 가는 고리의 바로 안쪽과 바깥쪽을 돌고 있는 양치기 위성도 있으며, 고리를 구성하고 있는 입자가 이 인력(引力)으로 가는 고리 속에 갇혀 있다는 것도 알아내었다.
천왕성 여덟번째 위성, 코델리아는 오필리아와 함께 천왕성의 11개 고리 중 가장 바깥쪽에 있는 입실론 고리를 고정시켜 주는 '양치기 위성'이자 천왕성 가장 안쪽에 있는 첫 번째 위성이다.

## 같이 보기
- 커크우드 간극
- 손자위성